# Онора О'Ніл
Онора Сільвія О'Ніл (англ. Onora Sylvia O'Neill; нар. 23 серпня 1941) — британська вчена-філософ і член палати лордів.

## Життєпис
Дочка Кона О'Ніла. Навчалася в Німеччині і в Школі Святого Павла для дівчаток у Лондоні, потім вступила до Оксфордського університету (Сомервіль-коледж), де вивчала філософію, психологію і фізіологію. Докторський ступінь здобула в Гарвардському університеті, де її керівником був Джон Роулз. У 1970-ті роки викладала в Барнард-коледжі при Колумбійському університеті в Нью-Йорку. 1977 року повернулася до Великої Британії і почала викладати в Ессекському університеті. 1992 року з посади професора філософії перейшла на посаду голови Ньюнем-коледжу в Кембриджському університеті .
Є почесним професором філософії в Кембриджському університеті. Від 2005 до 2009 була президентом Британської академії, від 1998 до 2010 — головою фонду Наффілда. 2003 року стала першим президентом Британської філософської асоціації (БФА). 2013 року Амстердамський університет обрав її володаркою «місця Спінози» (The Spinoza Chair). До жовтня 2006 року О'Ніл залишалася директором Ньюнем-коледжу. До квітня 2016 року працювала в Комісії з рівності та прав людини. За свою діяльність відзначена багатьма нагородами і преміями, серед яких мільйон доларів премії Берггрюна.

## Філософія
О'Ніл багато робіт присвятила політичній філософії й етиці, міжнародному правосуддю, біоетиці і філософії Іммануїла Канта.
О'Ніл відстоювала і використовувала в своїх роботах конструктивістську інтерпретацію кантівської етики, значною мірою під впливом (за одночасно критичного ставлення) робіт Джона Роулза, підкреслюючи важливість довіри, згоди і поваги автономії у справедливому суспільстві. Довірі присвячено багато робіт О'Ніл, у них вона зазначала, що «люди часто покладаються на тих самих людей, яким, за їх твердженням, не довіряють» і пропонуючи «дати свободу фахівцям і громадським службам служити суспільству… домагатися розумніших форм звітності… [і] переосмислити медіа-культуру, в якій поширення підозр стало усталеною практикою».

## Нагороди та премії
О'Ніл була президентом Арістотелівського товариства (1988—1989), членом Комітету з етичного поводження з тваринами (1990—1994), головою Наффілдської ради з біоетики (1996—1998), членом, а потім виконувачкою обов'язків голови Комісії з генетики людини (1996—1999), членом комітету з перегляду статуту Бі-бі-сі. Від 1997 року — голова фонду Наффілда, від 2002 року — піклувальниця фонду Sense About Science. Також є піклувальницею фонду Дитчлі і Gates Cambridge Trust. Від 2005 до 2009 року обіймала посаду президента Британської академії. Входить до Консультативної ради з ініціатив у глобальній охороні здоров'я — недержавної організації, створеної для вибору напрямків роботи Health Impact Fund.
1999 року отримала довічний титул баронеси О'Ніл Бенгрейвської, Брейда у графстві Антрім. 2007 року її обрано почесною членом Королівського товариства. Є іноземною почесною членом Американської академії мистецтв і наук (1993) та Австрійської академії наук (2002), іноземною членом Американського філософського товариства (2003), високоповажною членом Ірландської королівської академії (2003), іноземною членом Леопольдини (2004) і Норвезької академії наук (2006), членом Академії медичних наук. Її обрано членом Гастінгс-центру, незалежної науково-дослідної установи в галузі біоетики. 2004 року нагороджено почесним докторським ступенем Батського університету. Також від 2009 року є почесною старшою членом Школи перспективних досліджень Лондонського університету.
Звання почесного доктора присвоєно О'Ніл також Університетом Геріот-Ватт (2007) і Гарвардським університетом (2010).
Від 2013 до 2016 року очолювала Комісію з рівності та прав людини.
За внесок у філософію і службу суспільству 2014 року включено до ордену кавалерів пошани.
2014 року О'Ніл нагороджено німецьким орденом Pour le Mérite.
У вересні 2015 року, під час XII п'ятирічної міжнародної кантівської конференції у Відні отримала престижну премію Kant-Preis від Fritz Thyssen Stiftung за наукові роботи в галузі практичної та політичної філософії Іммануїла Канта.
У лютому 2016 року нагороджено лицарським командорським хрестом ордена «За заслуги перед Федеративною Республікою Німеччина» за видатний внесок у морально-етичне осмислення довіри, підзвітності в суспільному житті, справедливості і чесноти.
Є президентом Товариства прикладної філософії, заснованого 1982 року з метою розвитку філософських досліджень, що безпосередньо стосуються питань, які становлять практичний інтерес.
2017 року відзначено норвезькою премією Гольберга за видатний внесок у дослідження в галузі мистецтва і гуманітарних наук «за роль в етичній і політичній філософії». Того ж року відзначено премією Берґрюна.

### Книги
- O'Neill, Onora. Acting on principle : an essay on Kantian ethics. — New York : Columbia University Press, 1975.
- O'Neill, Onora. Faces of Hunger: An Essay on Poverty, Development and Justice. — Allen & Unwin, 1986.
- O'Neill, Onora. Constructions of Reason: Exploration of Kant's Practical Philosophy. — Cambridge University Press, 1989.
- O'Neill, Onora. Towards Justice and Virtue. — Cambridge University Press, 1996.
- O'Neill, Onora. Bounds of Justice. — Cambridge University Press, 2000.
- O'Neill, Onora. Autonomy and Trust in Bioethics (The 2001 Gifford Lectures[en]. — Cambridge University Press, 2002.
- O'Neill, Onora. A Question of Trust: The BBC Reith Lectures[en]. — Cambridge University Press, 2002.
- O'Neill, Onora. Justice, Trust and Accountability. — Cambridge University Press, 2005.
- O'Neill, Onora (2007). Rethinking Informed Consent in Bioethics. Cambridge University Press. (з Нейлом Менсоном)
- O'Neill, Onora. Constructing authorities : reason, politics, and interpretation in Kant's philosophy. — Cambridge University Press, 2015.
- O'Neill, Onora. Justice across boundaries : whose obligations?. — Cambridge University Press, 2016.

### Вибрані статті
- O'Neill, Onora. Between consenting adults // Philosophy & Public Affairs[en]. — Wiley. — Т. 14, № 3. — С. 252—277.. — «.».
- O'Neill, Onora. Kant on duties regarding nonrational nature // Proceedings of the Aristotelian Society, Supplementary Volumes[en]. — Wiley, 1998. — Т. 72, № 1 (6). — С. 211—228. — DOI:10.1111/1467-8349.00043.. — «.».
- O'Neill, Onora. Constructivism vs. contractualism // Ratio[en] : journal. — Wiley, 2003. — Vol. 16, no. 4 (12). — P. 319—331. — DOI:10.1046/j.1467-9329.2003.00226.x..

Див. також: Scanlon, T.M.. Replies // Ratio : журнал. — Wiley, 2003. — Vol. 16, no. 4 (12). — P. 424—439. — DOI:10.1046/j.1467-9329.2003.00231.x.
- O'Neill, Onora. Interpreting the world, changing the world // Philosophy Now[en]. — Т. 95. — С. 8—9.